# Amphipsylla
Amphipsylla är ett släkte av loppor. Amphipsylla ingår i familjen smågnagarloppor.

## Dottertaxa tillAmphipsylla, i alfabetisk ordning[1]
- Amphipsylla anceps
- Amphipsylla apiciflata
- Amphipsylla argoi
- Amphipsylla asiatica
- Amphipsylla aspalacis
- Amphipsylla casis
- Amphipsylla daea
- Amphipsylla dumalis
- Amphipsylla georgica
- Amphipsylla germani
- Amphipsylla jingtieshanensis
- Amphipsylla kalabukhovi
- Amphipsylla kulkarnii
- Amphipsylla kuznetzovi
- Amphipsylla longispina
- Amphipsylla marikovskii
- Amphipsylla montana
- Amphipsylla montium
- Amphipsylla orthogonia
- Amphipsylla parthiana
- Amphipsylla petristshevae
- Amphipsylla phaiomydis
- Amphipsylla polyspina
- Amphipsylla postsinusa
- Amphipsylla prima
- Amphipsylla primaris
- Amphipsylla qinghaiensis
- Amphipsylla quadratedigita
- Amphipsylla quadratoides
- Amphipsylla rossica
- Amphipsylla schelkovnikovi
- Amphipsylla sibirica
- Amphipsylla socia
- Amphipsylla tenuihama
- Amphipsylla transcaucasica
- Amphipsylla tuta
- Amphipsylla tutatoides
- Amphipsylla washingtona
- Amphipsylla weiningensis
- Amphipsylla vinogradovi
- Amphipsylla yadongensis